# Джим Волтон
Джеймс Карр Волтон (англ. James Carr Walton; народився 7 червня 1948) — американський бізнесмен, молодший син Сема Волтона, спадкоємець капіталу Walmart, найбільшого у світі роздрібного продавця. Станом на жовтень 2022 року Джим Волтон був сімнадцятою найбагатшою людиною у світі з капіталом 61 мільярд доларів США згідно з Bloomberg Billionaires Index.

## Молодість і сім'я
Джим Волтон народився в Ньюпорті (штат Арканзас). Був третьою дитиною в родині співзасновника Walmart Сема Волтона (1918—1992) і Гелен Волтон (1919—2007). У нього є два брати і сестра Роб, Еліс і Джона (1946—2005). Після закінчення середньої школи в Бентонвіллі в 1965 році, де він був президентом свого молодшого класу, грав у футбол на загальнодержавному рівні, а також навчився керувати літаком, Волтон отримав ступінь бакалавра ділового адміністрування з маркетингу в Університеті Арканзасу у Феєтвіллі у 1971 році, де він також був членом братства Lambda Chi Alpha. У 1972 році він почав працювати у Walmart і брав участь у її операціях з нерухомістю. Прослуживши чотири роки, у 1975 році він перейшов на посаду президента сімейної компанії Walton Enterprises

## Кар'єра
28 вересня 2005 року Волтон змінив свого померлого брата Джона в раді директорів Wal-Mart. Він був генеральним директором сімейного Arvest Bank, потім став головою Arvest Bank, і головою видавництва Community Publishers Inc. (CPI), що належить самому Джиму Волтону (але заснована його батьком Семом Волтоном після придбання місцевої газети Benton County Daily Record, обидві працюють в Арканзасі, Міссурі та Оклахомі).
У вересні 2016 року Волтон володів понад 152 мільйонами акцій Walmart на суму понад 11 мільярдів доларів США.

## Особисте життя
У нього та його дружини Лінн МакНабб Волтон народилося четверо дітей: Еліс А. Проєтті (народилася в листопаді 1979 року), Стюарт Волтон (народився у квітні 1981 року), Томас Л. Волтон (народився у вересні 1983 року) та Джеймс М. Волтон (народився в серпні 1987 року).). Сім'я проживає в Бентонвіллі, штат Арканзас.
У 2014 році він посів 10 місце в списку мільярдерів Forbes із власним капіталом у 34,7 мільярда доларів, який збільшився на 3 мільярди доларів. У списку Forbes 400 найбагатших людей Америки 2013 року він посідає сьоме місце. Станом на березень 2019 року він займав 16 місце серед найбагатших людей у світі, його статок оцінювався в 45,7 мільярда доларів.